# Kasengan
Kasengan is een bestuurslaag in het regentschap Sumenep van de provincie Oost-Java, Indonesië. Kasengan telt 2722 inwoners (volkstelling 2010).